# Plaveiselcelepitheel

eenlagig plaveiselcelepitheel

Plaveiselcelepitheel of afgeplat epitheel is een epitheelceltype dat voorkomt in de huid, mondholte, slokdarm en vagina.
Plaveiselcelepitheel dankt zijn naam aan de vorm van de epitheelcellen. Deze zijn plat en liggen op elkaar gestapeld, waardoor ze lijken op een muur van plaveisel-stenen. De onderste epitheelcellen zijn altijd kleiner en ronder dan de bovenste cellen in het weefsel. Naarmate ze uitrijpen, komen ze verder boven te liggen en krimpt de celkern. Uiteindelijk sterft de cel en schilfert af.

## Eenlagig plaveiselcelepitheel
Eenlagig plaveiselcelepitheel (endotheel en mesotheel) wordt aangetroffen op plaatsen in het lichaam waar een hoge doorlatendheid voor een vloeistof of een gas noodzakelijk is, bijvoorbeeld tussen de longblaasjes en de daaromheen zittende longhaarvaten die hierdoor gemakkelijk koolstofdioxide en zuurstof met elkaar kunnen uitwisselen. Deze laag epitheelcellen wordt ook aangetroffen in het kapsel van Bowman in de nieren. Hier is het vloeistof (voorurine) die doorheen het epitheel dient te diffunderen.

## Meerlagig plaveiselcelepitheel
Bij meerlagig plaveiselcelepitheel worden naar de oppervlakte toe de cellen geleidelijk platter. Zij zullen uiteindelijk als schilfers afgestoten worden. Nieuwe cellen worden continu aan de basis gevormd. 
Men onderscheidt meerlagig afgeplat verhoornd epitheel en meerlagig afgeplat niet-verhoornd epitheel.
- Meerlagig afgeplat verhoornd epitheel
Hierbij gaan de cellen naarmate ze meer naar het oppervlak toe schuiven, meer en meer hoornstof (keratine) opnemen. Het verhoornde droge oppervlak wordt soepel gehouden door talg afkomstig van de talgklieren en vormt een bescherming tegen uitdroging. Dit epitheel vindt men terug in de opperhuid.
- Meerlagig afgeplat niet-verhoornd epitheel 
De cellen van het niet-verhoornd afgeplat epitheel worden vochtig gehouden door klierproducten. We vinden dit soort epitheel terug in organen die onderhevig zijn aan mechanische prikkels zoals de mond, de slokdarm en de vagina.